# روزها و شب‌ها (فیلم ۱۹۷۵)
روزها و شب‌ها (لهستانی: Noce i dnie) یک فیلم درام لهستانی به کارگردانی یژی آنتچاک است که در سال ۱۹۷۵ منتشر شد. این فیلم بر پایهٔ داستانی به همین نام اثر ماریا دامبروفسکا ساخته شد و روزنامهٔ واشینگتن پست از آن تحت عنوانِ «بربادرفتهٔ لهستان» یاد نمود. روزها و شب‌ها پس از اکران، تبدیل به پرفروش‌ترین فیلم تاریخ سینمای لهستان تا آن دوران شد و در سال ۱۹۷۷ نامزد جایزه اسکار بهترین فیلم بین‌المللی گشت. این فیلم در واقع چکیدهٔ یک سریال تلویزیونی ۱۲ قسمتی به همین نام بود. یادویگا باراینسکا بابت نقش آفرینی‌اش در این فیلم، در سال ۱۹۷۶ و در بیست و ششمین دورهٔ جشنواره بین‌المللی فیلم برلین برندهٔ خرس نقره‌ای برای بهترین بازیگر زن شد.

## بازیگران
- یادویگا باراینسکا
- یژی بینچیتسکی
- الژبیتا استاروستتسکا
- استانیسواوا تسلینسکا
- یان انگلرت
- اولگیرد ووکاشِـویچ
- آندژی سِـورین
- هنریک بوروفسکی
- بئاتا تیشکیه‌ویچ
- آندژی شچپکوفسکی
- ایلونا کوشمیرسکا
- زجیسواف مروژفسکی
- ووادیسواف هاینچا
- کارول اشتراسبورگر
- کاژیمیش مازور
- مارک والچفسکی
- باربارا راخوالسکا
- بوژنا دیکل
- ریشاردا خانین
- زبیگنیف کوچانوویچ
- باربارا لودویژانکا
- اِوا داوْکوفسکا
- زوفیا مرل
- تادئوش فی‌یِفسکی
- هلنا کوالچیکووا
- یادویگا کوریلوک
- الژبیتا کارکوشکا
- ماگدالنا زاوادسکا
- یانوش پالوشکیه‌ویچ
- آندژی کراشیتسکی
- بوگوسواف سوخناتسکی
- آندژی گاورونسکی
- هنریک واپینسکی
- میه‌چیسواف وُیت
- یژی کاماس
- واندا ووچیتسکا
- ماریا کِـلِـیدیش